# Пять вечеров (фестиваль)
Всероссийский театральный фестиваль «Пять вечеров» имени Александра Володина — фестиваль, проходящий в Санкт-Петербурге с 2004 года.
Программу фестиваля составляют спектакли по пьесам А. М. Володина или близкой по духу драматургии. В рамках фестиваля проходит специальная программа «Первая читка», где театральные коллективы представляют актерские читки лучших пьес молодых драматургов. Директором фестиваля является все годы Виктор Рыжаков, арт-директором — Марина Дмитревская.

## I фестиваль (6-10 февраля2004)
- Александр Володин «С любимыми не расставайтесь».

Театр на Литейном (Санкт-Петербург), реж. Александр Галибин
- Александр Володин «Пять вечеров».

Новосибирский городской драматический театр под руководством Сергея Афанасьева (Новосибирск), реж. Сергей Афанасьев
- Александр Володин «Уйти, чтобы вернуться (Ящерица)».

Драматический театр «Колесо» им. Г. Дроздова (Тольятти), реж. Сергей Морозов
- Александр Володин «Фабричная девчонка».

Театральное училище (Нижний Новгород), реж. Елена Наравцевич-Фирстова
- Ф. Достоевский, А. Володин «Где тут про воскресение Лазаря?» (сцены из Ф. Достоевского и А. Володина).

Театр около дома Станиславского (Москва), реж. Юрий Погребничко
- Александр Володин «Пять вечеров».

Театр на Покровке п/р Сергея Арцибашева (Москва), реж. Сергей Арцибашев

## II фестиваль (6-10 февраля2005)
- Александр Володин «Моя старшая сестра».

«Наш театр» (Санкт-Петербург), реж. Лев Стукалов
- Людмила Улицкая «Сонечка».

Московский Художественный академический театр им. А. П. Чехова, реж. Марина Брусникина
- Александр Володин «Две стрелы».

Учебный театр Санкт-Петербургской государственной академии театрального искусства (курс А. О. Миндлина), реж. Владимир Михельсон
- Михаил Зуев «Зеленая зона».

Новосибирский городской драматический театр под руководством Сергея Афанасьева (Новосибирск), реж. Сергей Афанасьев
- Резо Габриадзе «Осень моей весны».

Театр-студия Резо Габриадзе (Тбилиси, Грузия), реж. Резо Габриадзе
- Александр Володин «Две стрелы».

Учебный театр Санкт-Петербургской государственной академии театрального искусства (курс Г. М. Козлова), реж. Мария Романова
- А. Володин, С. Довлатов, В. Некрасов «Записки нетрезвого человека».

Новосибирский драматический театр «Старый дом» (Новосибирск), реж. Владимир Оренов
- Александр Володин «С любимыми не расставайтесь!».

Школа-студия МХАТ (Москва), реж. Виктор Рыжаков
- Данила Привалов «Пять — двадцать пять».

Театр.doc, Школа-студия МХАТ (курс К. М. Гинкаса), реж. Антон Коваленко

## III фестиваль (24-28 апреля2006)
Александр Володин

ДУЛЬСИНЕЯ ТОБОССКАЯ

Театр Юного Зрителя (Екатеринбург)

Режиссёр Дмитрий Егоров
Александр Володин

С ЛЮБИМЫМИ НЕ РАССТАВАЙТЕСЬ!

МХТ им. А. П. Чехова (Москва)

Режиссёр Виктор Рыжаков
Александр Володин

ПРИКЛЮЧЕНИЯ НАСТИ

фантазия на тему киноповести «Происшествие, которого никто не заметил»

Театральное училище (Нижний Новгород)

Режиссёр Александр Сучков
Александр Володин

ПЯТЬ ВЕЧЕРОВ

Молодёжный театр на Фонтанке (Санкт-Петербург)

Режиссёр Семен Спивак
Александр Володин

ПЯТЬ ВЕЧЕРОВ

Театральный продюсерский центр «РуссАрт» (Москва)

Режиссёр Ольга Анохина
Александр Володин

С ЛЮБИМЫМИ НЕ РАССТАВАЙТЕСЬ!

Новосибирский городской драматический театр под руководством Сергея Афанасьева (Новосибирск)

Режиссёр Сергей Афанасьев

## IV фестиваль (февраль-июнь2008)
СТАРЫЙ, ЗАБЫТЫЙ…

поздравление с Днем Рожденья

Московский театр около дома Станиславского (Москва)

Режиссёр Юрий Погребничко
Виктор Славкин

ВЗРОСЛАЯ ДОЧЬ МОЛОДОГО ЧЕЛОВЕКА

Новосибирский городской драматический театр под руководством Сергея Афанасьева (Новосибирск)

Режиссёр Сергей Афанасьев
Александр Володин

ДОЧКИ-МАТЕРИ

Московский Новый драматический театр (Москва)

Режиссёр Вячеслав Долгачев
Александр Володин

Я СКУЧАЮ ПО ТЕБЕ

Самарский театр-центр юного зрителя «СамАрт» и Всероссийский театральный фестиваль им. А. М. Володина «Пять вечеров»

Режиссёр Галина Бызгу
Александр Володин

С ЛЮБИМЫМИ НЕ РАССТАВАЙТЕСЬ!

Приморский Академический краевой театр драмы им. М. Горького (Владивосток)

Режиссёр Ефим Звеняцкий
Александр Володин

ПЯТЬ ВЕЧЕРОВ

Приморский Академический краевой театр драмы им. М. Горького (Владивосток)

Режиссёр Ефим Звеняцкий

## V фестиваль (6-10 февраля2009)
Александр Володин

ДУЛЬСИНЕЯ ТОБОССКАЯ

Лысьвенский муниципальный театр драмы имени А. А. Савина

Режиссёр Тимур Насиров
Александр Володин

ДВЕ СТРЕЛЫ

Новосибирский городской драматический театр под руководством Сергея Афанасьева (Новосибирск)

Режиссёр Сергей Афанасьев
Александр Володин

ИДЕАЛИСТКА

Российский академический молодёжный театр

Режиссёр Владимир Богатырев
Александр Володин

ДУЛЬСИНЕЯ ТОБОССКАЯ

Ярославский государственный театральный институт

Режиссёр Александр Кузин
Александр Володин

СВАДЕБНЫЙ МАРШ В ИНТЕРЬЕРЕ ВРЕМЕНИ

Классический театр

Режиссёр Людмила Мартынова
Александр Володин

МОЯ СТАРШАЯ СЕСТРА

Московский театр «Эрмитаж»

Режиссёр Михаил Левитин
Александр Володин

Я СКУЧАЮ ПО ТЕБЕ

Самарский театр-центр юного зрителя «СамАрт» и Всероссийский театральный фестиваль им. А. М. Володина «Пять вечеров»

Режиссёр Галина Бызгу

## VI фестиваль (6-12 февраля2010)
Александр Володин

ПЯТЬ ВЕЧЕРОВ

Омский государственный драматический театр «Пятый театр»

Режиссёр Константин Рехтин
Александр Володин

С ЛЮБИМЫМИ НЕ РАССТАВАЙТЕСЬ!

«Центр драматургии и режиссуры» Алексея Казанцева и Михаила Рощина (Москва)

Режиссёр Вероника Родионова
Александр Володин

ПЯТЬ ВЕЧЕРОВ

Театр-студия «Подиум» (Димитровград)

Режиссёр Владимир Казанджан
Александр Володин

С ЛЮБИМЫМИ НЕ РАССТАВАЙТЕСЬ!

Российский государственный академический театр драмы имени Федора Волкова (Ярославль)

Режиссёр Сергей Пускепалис
Александр Володин

С ЛЮБИМЫМИ НЕ РАССТАВАЙТЕСЬ!

Хабаровский краевой ТЮЗ

Режиссёр Константин Кучикин
Александр Володин

ДВЕ СТРЕЛЫ

Пермский муниципальный театр «У моста»

Режиссёр Сергей Федотов
Александр Володин

С ЛЮБИМЫМИ НЕ РАССТАВАЙТЕСЬ!

Новосибирский городской драматический театр под руководством Сергея Афанасьева (Новосибирск)

Режиссёр Сергей Афанасьев
Михаил Зуев

ЗЕЛЕНАЯ ЗОНА

Новосибирский городской драматический театр под руководством Сергея Афанасьева (Новосибирск)

Режиссёр Сергей Афанасьев
Авксентий Цагарели

ХАНУМА

Новосибирский городской драматический театр под руководством Сергея Афанасьева (Новосибирск)

Режиссёр Сергей Афанасьев